# ウィリアム・ハワード (初代スタッフォード子爵)
初代スタッフォード子爵ウィリアム・ハワード（英語: William Howard, 1st Viscount Stafford, KB, FRS、1614年11月30日 - 1680年12月29日）は、イングランドの貴族。
第21代アランデル伯トマス・ハワードの末息子で1640年にスタッフォード子爵に叙せられたが、カトリック陰謀事件により1680年に大逆罪で処刑された。1929年に教皇ピウス11世により列福された。

## 経歴
1614年11月30日に第21代アランデル伯爵トマス・ハワードとその妻アレシア（第7代シュルーズベリー伯爵ギルバート・タルボットの娘）の間の次男として生まれた。兄にマルトレイヴァース卿(儀礼称号)ジェイムズと第22代アランデル伯爵位を継承するヘンリーがいる。
ケンブリッジ大学セント・ジョンズ・カレッジで学ぶ。
1637年にスタッフォード男爵スタッフォード家の娘メアリー・スタッフォードと結婚。1639年に第6代スタッフォード男爵ロジャー・スタッフォードがスタッフォード男爵位を放棄した後、1640年9月12日の勅許状で彼と彼の妻がスタッフォード男爵位を与えられた。ついで1640年11月11日の勅許状でスタッフォード子爵に叙せられた。この爵位は通常通り男系男子に限定される。この数日後に貴族院議員に列する。
内戦中、国王チャールズ1世の王立海軍に所属していたが、内戦が勃発した1643年には妻とともにアントワープへ逃れている。1646年6月に帰国の許可を得たが、1647年7月にはフランダースへ移住した。
王政復古後の1660年6月には貴族院の決定で彼の財産が返還された。しかし彼はチャールズ2世が自分に報いていないと考え、宮廷に対して反対票を投じることが増えた。
1665年1月には王立協会フェロー(FRS)に選出。1678年7月3日の貴族院では第2代ピーターバラ伯爵ヘンリー・モードントと激しい口論をした。
1678年のカトリック陰謀事件でタイタス・オーツの偽証によって他の4人のカトリック貴族（初代パウィス伯爵ウィリアム・ハーバート、第3代ウォーダーのアランデル男爵ヘンリー・アランデル、初代ベラシズ男爵ジョン・ベラシズ、第4代ピーター男爵ウィリアム・ピーター）とともに逮捕され、ロンドン塔に投獄された。1680年12月7日に大逆罪で有罪判決を受け、首吊り・内臓抉り・四つ裂きの刑による死刑判決を受けた。またすべての名誉・称号を剥奪された。
同年12月29日にタワー・ヒルで斬首で処刑された。処刑方法が斬首に緩和されたことについて庶民院内では国王による力なのか短時間議論が起こった。
1685年には彼の私権剥奪解除の法案が提出されて貴族院を通過し、庶民院で議論されたが、同年にモンマスの反乱が行ったため、法案は流産した。1688年には彼の未亡人メアリーと長男ヘンリー・スタッフォード＝ハワードがスタッフォード伯爵に叙せられている(メアリーは一代限り)。下って1825年には来孫にあたる第7代準男爵ジョージ・ジャーニンガム(次男ジョン・スタッフォード＝ハワードの娘メアリー・プロウデンの娘マリー・ジャーニンガムの長男第6代準男爵ウィリアム・ジャーニンガムの長男)が第8代スタッフォード男爵であることが貴族院によって確認されている。
1929年に教皇ピウス11世により列福された。

## 栄典

### 爵位
1640年9月12日に以下の爵位を新規に叙される。
- スタッフォード州における初代スタッフォード男爵（英語版） (1st Baron Stafford in the County of Stafford)
（勅許状によるイングランド貴族爵位。男子なき場合に女子が継承）

1640年11月11日に以下の爵位を新規に叙される。
- 初代スタッフォード子爵 (1st Viscount Stafford)
（勅許状によるイングランド貴族爵位）

### 勲章
- 1626年2月、バス騎士団(勲章)ナイト（KB）[1][4]

## 家族
1637年にエドワード・スタッフォード（第4代スタッフォード男爵エドワード・スタッフォードの長男）の娘であるメアリー・スタッフォードと結婚。彼女との間に以下の3男2女を儲けた。
- 長男ヘンリー・スタッフォード＝ハワード（1648年頃 - 1719年） - 初代スタッフォード伯爵に叙される。
- 次男ジョン・スタッフォード＝ハワード（ - 1714年） - 彼の子孫が2代から4代までのスタッフォード伯位を継承。また彼の女系子孫にあたる7代準男爵ジョージ・ジャーニンガムが8代スタッフォード男爵であることが確認される
- 三男フランシス・ハワード（ - 1708年）
- 長女イザベラ・ハワード（ - 1691年） - 第5代ウィンチェスター侯爵ジョン・ポーレット（英語版）と結婚
- 次女アナスタシア・ハワード（生没年不詳） - ジョージ・ホルマンと結婚